# Марковець (струмок)
Марковець — струмок в Україні, у Рахівському районі Закарпатської області, лівий доплив Чорної Тиси (басейн Дунаю).

## Опис
Довжина струмка приблизно 5 км. Формується з багатьох безіменних струмків.

## Розташування
Бере початок на південному заході від гори Довгої. Тече переважно  на південний захід  і у селі Чорна Тиса впадає у річку Чорну Тису, праву притоку Тиси.